# Zoica bambusicola
Zoica bambusicola är en spindelart som beskrevs av Pekka T. Lehtinen och Heikki Hippa 1979. Zoica bambusicola ingår i släktet Zoica och familjen vargspindlar.
Artens utbredningsområde är Thailand. Inga underarter finns listade i Catalogue of Life.